# Fantástico
Fantástico (originalmente  Fantástico: O Show da Vida) é um programa de televisão brasileiro, apresentado aos domingos pela TV Globo. É apresentado por Poliana Abritta e Maria Júlia Coutinho, com a participação de Alex Escobar no quadro fixo Gols do Fantástico.
Criado por Boni, com a participação de Armando Nogueira, Borjalo, Augusto Cesar Vanucci, Manoel Carlos, Ronaldo Boscoli e João Loredo em formato de revista eletrônica, estreou em 5 de agosto de 1973.

## História
Com a proposta de ser um programa diferente do que havia na televisão brasileira, o Fantástico, o Show da Vida estreou em  5 de agosto de 1973, como uma revista eletrônica de variedades, reunindo jornalismo e entretenimento. Foram seus criadores Borjalo, Armando Nogueira e Alice-Maria, Daniel Filho, Paulo Gil Soares, José Itamar de Freitas, Luiz Lobo, Luís Edgar de Andrade, Manoel Carlos, Augusto César Vannucci, João Loredo, Nilton Travesso, Maurício Sherman, Walter George Durst, Guto Graça Mello, Luís Carlos Miele e Ronaldo Bôscoli. Este sugeriu que o nome do programa fosse "Fantástico". Já Boni queria que fosse "O Show da Vida", que era o título do projeto. Decidiu-se por juntar os dois nomes, e assim o programa foi batizado como Fantástico, o Show da Vida.
No início, não havia apresentadores fixos. A locução das matérias era feita por Cid Moreira e Berto Filho. Nos primeiros anos, Cid Moreira e Sérgio Chapelin apresentavam o programa juntamente com artistas do elenco da Globo que se revezavam a cada domingo. Léo Batista apresentava noticias sobre esportes.

### Programa de estreia
Ao vivo, Sérgio Chapelin apresentou o momento em que o futebolista Tostão, campeão pela Seleção Brasileira de Futebol em 1970, recebia o laudo médico que o afastava do esporte.
Carmen Miranda, falecida em 5 de agosto de 1955 e Marilyn Monroe, falecida em 5 de agosto de 1962, foram homenageadas respectivamente por Marília Pêra e Sandra Bréa.
Entre outras atrações sobre temas atuais, Chico Anysio apresentou um monólogo de humor em quatro partes. Para encerrar o programa, Cid Moreira leu um texto especial, escrito por José Itamar de Freitas, cujo tema era "O Fantástico Show da Vida". Nas edições seguintes, os textos de encerramento passaram a ser lidos também por Sérgio Chapelin, Berto Filho e Celso Freitas, que se revezavam, incluindo também atores da Globo.

### Incêndio no prédio da TV Globo
Em 4 de junho de 1976, um incêndio no prédio da TV Globo no Rio de Janeiro destruiu os rolos de filme do material das primeiras edições da revista eletrônica Fantástico. O incêndio foi provocado por um curto-circuito no sistema de ar condicionado. Um livro, que preserva boletins de programações antigos, era o o único registro que sobrou da estreia do programa.

## Apresentadores
Entre os principais apresentadores que já passaram pelo programa, além de Cid Moreira e Sérgio Chapelin, estão também Valéria Monteiro, Dóris Giesse, Carolina Ferraz, William Bonner, Celso Freitas, Marcos Hummel, Fátima Bernardes, Sandra Annenberg, Pedro Bial, Glória Maria, Patrícia Poeta, Zeca Camargo, Renata Vasconcellos e Renata Ceribelli, Tendo ainda sido criada a apresentadora virtual Eva Byte para o programa.
Poliana Abritta e Maria Júlia Coutinho apresentam o Show da Vida. Em 14 de novembro de 2021 Tadeu Schmidt despediu-se do programa depois de quatorze anos, para apresentar o Big Brother Brasil 22, sendo substituído por Maju a partir do domingo seguinte. Também substituindo Tadeu, Alex Escobar assumiu a apresentação do fixo Gols do Fantástico.

## Características

### Abertura
Uma das tradicionais marcas do programa é a sua vinheta de abertura que é exibida após a escalada do programa e durante o encerramento. É exibida após a primeira reportagem e/ou depois da escalada. As vinhetas sempre foram um capítulo à parte na história da TV brasileira. A música-tema foi composta por Boni e Guto Graça Mello.

#### Aberturas coreografadas (1973-1995)
A música, as coreografias e os elementos gráficos (desde o palco até os grafismos em 3D) pontuavam a evolução do show da vida, muitas vezes com ousadia. Em todas as aberturas, já passaram Dóris Giesse, Fabiano Vannucci (filho do diretor Augusto César Vannucci), Jorge Laffond, Heloísa Millet, Isadora Ribeiro e Carolina Ferraz. Nas primeiras aberturas, que na introdução tinha a presença de duas crianças, na seguinte uma criança correndo e uma cena de um feto de bebê. Um grupo de balé eram circenses, passou depois a terem com balés diferentes porém coloridas, em seguida por balés em torno de pirâmides tridimensionais, além das paisagens maravilhosas e novos horizontes celestiais.

#### Aberturas curtas (1995-2010)
Em 23 de abril de 1995, as tradicionais aberturas foram substituídas por vinhetas simples de cinco a dez segundos, deixando o Fantástico mais simples. As vinhetas simples tinham na maioria em torno das estrelas, tinham no início, os diferentes clarões de fogo, depois passavam por variações como bolhas, letras, folhas, em torno da lua, etc... e uma bolha se distancia em torno de nuvens formando uma luz ao aparecer o logotipo.

#### Aberturas de meio minuto (2010-2017)
Desde 4 de abril de 2010, ela passou a ter 30 segundos, a primeira abertura deste tempo de duração, traz imagens de DNA, estrelas, cachoeiras, cardumes, planta, entre outras. A segunda abertura exibida entre 27 de abril de 2014 e 19 de abril de 2015, foi criada pelo francês Steven Briand com a parte da colaboração da equipe da Globo, mostra a modelo e coreógrafa Cathy Ematchoua, fazendo mágicas com confetes quadrados, ícones (origami, peça de relógio antigo, etc.) e iluminações. Numa edição única em 26 de abril de 2015 quando a Globo completou 50 anos, foi exibida uma coletânea de aberturas ao som da trilha especial baseada na primeira abertura. Em 3 de maio de 2015, estreou nova vinheta, agora inspirada numa obra de arte, várias cenas diferentes com mulheres sendo incorporadas e exibidas numa planta de rosas, iceberg, nuvens e vulcão.

#### Aberturas de um minuto (2017-atual)
Em 12 de março de 2017, o programa ganhou uma nova abertura. O balé, traço importante das aberturas do programa, foi resgatado destacando os quatro elementos da natureza e a força do movimento, representado pela dança. A trilha, outro marco das aberturas do Fantástico, ganha um arranjo mais forte para acompanhar as novidades da peça. Excepcionalmente em 2 de abril de 2017, foi exibida em projeção da mesma vinheta em fachada no Boulevard Olímpico para a inauguração do III Rio Mapping Festival (RJ).
Em 5 de agosto de 2018, em comemoração aos 45 Anos, estreou uma nova vinheta, com bailarinos invocando elementos naturais com novos gráficos, desta vez em chroma key. 
Em 19 de setembro de 2021, em comemoração aos 2 500 programas, estreou uma nova abertura, utilizando dez bailarinos. A sequência, gravada nos Estúdios Globo, foi inspirada nos quatro elementos da Natureza – água, fogo, terra e ar, e nos novos recursos tecnológicos, buscando uma maior representatividade na escolha do grupo.

### Séries no programa
Em 9 de novembro de 2014, foi lançado o quadro Eu Que Amo Tanto com Mariana Ximenes e Susana Vieira. 
Em 25 de outubro do ano seguinte, estreava Não se Apega, Não com Laura Neiva. 
Em 11 de junho de 2017 estreava Fant360, com Renata Ceribelli e Mari Palma. 

### Convidados especiais
Deborah Secco, Fiuk, Isabelle Drummond e Ana Maria Braga são algumas das aparições durante alguns quadros como "Detetive Virtual" e outros quadros especiais. O cantor Michel Teló apresentou um quadro musical do seu gênero, convidando alguns artistas sertanejos com "Bem Sertanejo", o último episódio teve a participação de Luan Santana em 16 de novembro de 2014. A atriz Cláudia Jimenez foi entrevistada por Renata Vasconcellos dentro da redação-estúdio em 24 de agosto de 2014, sobre sua carreira e sua drama que passou. Os atores Marco Nanini e Marieta Severo, que interpretam os personagens Lineu e Nenê, falam do último e definitivo episódio da série "A Grande Família". Em 12 de outubro de 2014, voltou a ter participações musicais, a dupla Edson e Hudson volta a cantar juntos após a recuperação do cantor Hudson. As atrizes como Mariana Ximenes, Susana Vieira, Marjorie Estiano e Carolina Dieckmann, falam respectivamente da sua atuação do episódio da minissérie "Eu Que Amo Tanto". Os dois mascotes Tom e Vinícius das olimpíadas de 2016 estiveram no estúdio agradando a criançada junto com Tadeu e Poliana no dia 23 de novembro de 2014 e voltaram em 14 de dezembro de 2014 com nomes já revelados. Monalisa Perrone esteve na sala do café para divulgar a estreia de seu novo telejornal das 5h da madrugada, o Hora Um da Notícia. O ator Alexandre Nero, que faz sucesso como comendador José Alfredo em "Império" também passou pela sala do café junto com Tadeu e Poliana em 18 de janeiro de 2015. O ator Arnold Schwarzenegger teve um divertido bate papo com a dupla em 31 de maio de 2015.
Diversos artistas da música estiveram presentes no programa. Entre eles, o cantor Gilberto Gil (27 de abril de 2014), a estrela norte-americana Demi Lovato (4 de maio de 2014), Maria Rita (11 de maio de 2014), Beth Carvalho & Zeca Pagodinho (29 de junho de 2014), a cantora colombiana Shakira, com a participação de Carlinhos Brown (13 de julho de 2014), os finalistas do The Voice Brasil cantaram ao vivo "Eu Quero Apenas" do rei Roberto Carlos no final do Especial de Natal em 21 de dezembro de 2014, e Monobloco com a participação de Preta Gil fechou o primeiro programa desse ano em grande estilo (4 de janeiro de 2015). Em 7 de junho de 2015, Gal Costa canta seus maiores sucessos, e em 14/06/2015, Sidney Magal canta "Sandra Rosa Madalena", abrindo o novo quadro Musas Populares Brasileiras que ganhou uma vinheta desde 21/06/2015 cantada por Seu Jorge, ao revelar que a personagem homônima da música existiu ou não. O grupo Sorriso Maroto fez uma releitura do hit "Milla" em 21 de junho de 2015.
Na reunião de pauta, os atores Thiago Fragoso, Marcelo Serrado, o jogador brasileiro Fred, a atriz Regina Duarte, e o humorista Marcelo Adnet, são alguns que sugerem novos assuntos a serem abordados, como tecnologia, crianças, futebol e outros.

## Canal Viva

### O Show da Vida é Fantástico
O Show da Vida é Fantástico foi um bloco de quadros do Fantástico com duração de dez minutos, apresentado de 19 de maio a 14 de novembro de 2014 no Canal Viva.[carece de fontes?]

#### Clipes doFantástico
Esse primeiro quadro do programa, resgatava videoclipes das décadas de 1980 e 1990, que fizeram história no dominical nas noites da Globo. A apresentação foi de Valéria Monteiro, que comandou o "Fantástico" entre 1988 e 1991. Ela recebeu convidados para comentar os trechos marcantes e lembrar episódios sobre os clipes selecionados. O cenário do programa foi enfeitado com pôsteres de artistas presentes e instrumentos musicais.
Valéria entrevistou diversos cantores, compositores e produtores musicais, como Marina Lima, Guilherme Arantes, Paulo Ricardo, Elymar Santos, Byafra, Sidney Magal, José Augusto, Bernardo Vilhena, Michael Sullivan, o compositor do tema da abertura original, Guto Graça Mello, entre outros. Alguns clipes do dia incluíam os sucessos como: "Uma Noite e Meia" (Marina Lima), "Eu Sou Terrível" (Erasmo Carlos e Paulo Ricardo), "Vou de Táxi" (Angélica), "Me Chama Que Eu Vou" (Sidney Magal), "Lanterna dos Afogados" (Paralamas do Sucesso) e "Preta" (Beto Barbosa).
Esta fase foi exibida uma meia-hora com um resumo durante a semana, que exibia aos sábados a partir das 22h30 e aos domingos às 19:15.

#### Mais quadros no bloco
Em 14 de julho de 2014, as reformulações de "O Show da Vida é Fantástico" começaram. Passavam a reprisar diversos quadros apresentados na década dos 2000. O bloco exibiu os quadros "Destino Fantástico" de 2005, "Sibéria - Missão de um Mago" de 2006, e encerrando com "Altos Papos" de 1998.

## Audiência
Desde sua estréia, em 5 de Agosto de 1973, a revista eletrônica é líder de audiência absoluta aos domingos, sendo raramente ameaçada por um programa concorrente. A primeira ameaça que enfrentou foi em 1976, o programa humorístico Os Trapalhões, da Rede Tupi, estava crescendo na audiência e começando a encostar na TV Globo, o que fez a emissora contratar Renato Aragão e seus companheiros (Mussum, Dedé Santana e Zacarias), no mesmo ano para reverter o embate, o que se concretizou. Porém a primeira derrota veio mesmo em 2001, quando o reality show Casa dos Artistas do SBT, que de 12 edições que teve, venceu o Fantástico em 11. No dia 24 de dezembro de 2017 registrou a pior audiência desde a estreia em 1973, atingindo apenas 11,6 pontos.
AudiênciaS em pontos e share segundo dados do IBOPE:
| Ano  | Média  | Média |
| Ano  | Rating | Share |
| ---- | ------ | ----- |
| 2003 | 36,3   | 55,6% |
| 2004 | 35,8   | 54,9% |
| 2005 | 33,0   | 49,3% |
| 2006 | 31,7   | 47,3% |
| 2007 | 28,2   | 43,8% |
| 2008 | 26,3   | 40,2% |
| 2009 | 22,6   | 35,7% |
| 2010 | 22,1   | 35,4% |
| 2011 | 21,0   | 33,3% |
| 2012 | 19,7   | 33,6% |
| 2013 | 19,2   | 32,6% |
| 2014 | 19,0   | 31,3% |
| 2015 | 19,8   | 31,1% |
| 2016 | 20,1   | 30,0% |
| 2017 | 21,1   | 31,4% |
| 2018 | 21,3   | 30,7% |
| 2019 | 19,4   | 30,4% |
| 2020 | 18,5   | 30,0% |
| 2021 | 18,4   | 30,0% |
| 2022 |        |       |

## Repercussão
Reportagem sobre a Operação Prato
Em 15 de agosto de 2010, o Fantástico transmitiu uma reportagem questionando a veracidade das fotos da Operação Prato, porém a matéria foi baseada apenas em assessoria de pessoas e de um blogueiro cético na internet, Fernando Dako, sem o entrevistar pessoalmente e sem consultar outros pontos de vista. O blogueiro consultado é Fernando Costa, que diz ser filho do sargento Flávio Costa, que foi o braço direito do capitão Uyrangê Holanda, na Operação Prato. Na entrevista, ele disse que falsificou as fotos, após o sargento Flávio Costa ter pedido para o mesmo revelar os negativos das imagens. Em resposta, Ademar José Gevaerd, escrevendo para a Revista UFO, entrevistou o jornalista investigativo Carlos Mendes, que trabalhou pessoalmente reportando a Operação Prato na época. Com base na entrevista, Gevaerd chamou a história do Fantástico de "extremamente fraca". Algumas das fotos foram tiradas pelo fotógrafo José de Ribamar dos Prazeres, ganhador do Prêmio Esso de Jornalismo, e Biamir Siqueira, a pedido do jornal O Estado do Pará. As fotos foram confiscadas por militares da Aeronáutica do Brasil. Segundo o jornalista Carlos Mendes, que viu uma das fotos, era possível ver nelas uma nave mãe.

Em 2005, eu fiz uma longa entrevista com a médica Wellaide Cecim Carvalho para o jornal O Liberal, que gerou muita repercussão local e nacional. Logo depois disso, o Fernando Costa ligou para minha casa e se identificou como filho do sargento Flávio Costa. Ele contou uma história meio confusa, dizendo que, quando adolescente, manipulava os negativos da Operação Prato. Eu achei que ele queria dizer algo importante, mas não voltamos a falar. Depois, pensando bem, interpretei sua atitude como de alguém em busca de quinze minutos de fama.— Carlos Mendes
Ainda questionando a versão de Fernando Costa, Carlos Mendes pontuou que os especialistas, sejam os ufólogos, ou os militares, teriam notado a falsificação das fotos, quando as mesmas passaram por análise e que a "revelação dos negativos da missão militar na selva, [era] justamente uma operação ultra-secreta que tinha a NASA, a CIA e as Forças Armadas brasileiras muito envolvidas. Não era apenas a Força Aérea Brasileira (FAB) que tinha interesse em manter os resultados da Operação Prato sob sigilo, mas também a NASA e a CIA."
Mulheres do Líbano
O programa Fantástico exibiu uma matéria no dia 29 de junho de 2014, intitulada "Mulheres são vistas como propriedade dos homens no Líbano", falando sobre a violência contra a mulher nos países árabes, em especial, no Líbano, e mostrando como as mulheres viram posse dos homens após o casamento e são vítimas de estupro, violência doméstica e assassinato. A reportagem gerou comoção de entidades árabes, que enviaram cartas de repúdio acusando a TV Globo de mostrar uma visão preconceituosa da mulher libanesa.
Acusação de Tweet falso contra Donald Trump
No dia 23 de julho de 2017, o Fantástico exibiu ao vivo um tweet no qual uma internauta com o nome Amanda aparece criticando o presidente dos Estados Unidos, Donald Trump. Blogs e internautas afirmam que o tweet é falso.  
“#Fantastico Dr. Paulo é prova de que existe gente boa no mundo. Já Donald Trump é um embuste de primeira! Como alguém vota em alguém assim?”, dizia a mensagem.
A dona do perfil, que é canadense, resolveu se pronunciar, negando ser a autora do tweet.
"Para todos os brasileiros alcançados, essa não sou eu", escreveu. “Coisas que nunca pensei que eu estaria envolvida… Um escândalo de falsas notícias com defensores de Trump e um programa popular nacional da televisão brasileira”, afirmou Amanda em outra postagem.
A mensagem de Amanda exibida no Fantástico nem poderia ter sido publicada no Twitter, já que o texto contém 141 caracteres, 1 a mais do que é permitido pela rede social.
Cobertura política
Em abril de 2020, ao publicar um levantamento sobre a cobertura das crises do governo Bolsonaro feita pelo Jornal Nacional e o Fantástico, o colunista Maurício Stycer, do Uol observou que não é apresentado o ponto de vista de alguns políticos notórios que fazem parte da oposição do governo. Ao comentar a reportagem sobre desigualdade social transmitida pelo Fantástico em novembro de 2020, Maurício Stycer apontou possível viés político, pois a repórter citou apenas Dilma, mas evitou mencionar os nomes de outros governantes também envolvidos no problema.

## Prêmios

### Prêmio ExxonMobil de Jornalismo(Esso)
| Esso Especial de Telejornalismo | Esso Especial de Telejornalismo                                                  | Esso Especial de Telejornalismo | Esso Especial de Telejornalismo |
| Ano                             | Autor                                                                            | Obra                            | Resultado                       |
| ------------------------------- | -------------------------------------------------------------------------------- | ------------------------------- | ------------------------------- |
| 2002                            | Eduardo Faustini, Ricardo Pereira, Alberto Fernandes, Celso Gomes e Mário Amorim | "Corrupção em São Gonçalo"      | Venceu                          |

### Prêmio Vladimir Herzog
| Prêmio Vladimir Herzog de Reportagem de TV | Prêmio Vladimir Herzog de Reportagem de TV                                                                         | Prêmio Vladimir Herzog de Reportagem de TV | Prêmio Vladimir Herzog de Reportagem de TV |
| Ano                                        | Obra | Autor                                      | Resultado                                  |
| ------------------------------------------ | --- | ------------------------------------------ | ------------------------------------------ |
| 2002                                       | Reportagens sobre Raynara, de Manaus, que teve a guarda entregue a uma juíza (Fantástico/Jornal Nacional/TV Globo) | Idenilson Perin                            | Venceu                                     |

| Prêmio Vladimir Herzog de Vídeo | Prêmio Vladimir Herzog de Vídeo | Prêmio Vladimir Herzog de Vídeo | Prêmio Vladimir Herzog de Vídeo |
| Ano                             | Obra                            | Autor | Resultado                       |
| ------------------------------- | ------------------------------- | --- | ------------------------------- |
| 2020                            | "Os defensores da floresta"     | Alan Graça Ferreira, Marcelo Canellas, Marcos Silva, Cristine Kist, Dimitri Caldeira, Marcos Aurélio Silva e Wesley Francisco (Fantástico/TV Globo) | Venceu                          |

### Prêmio IMPA-SBM de Jornalismo
| Categoria Matemática | Categoria Matemática                             | Categoria Matemática                                                                 | Categoria Matemática |
| Ano                  | Autor                                            | Obra                                                                                 | Resultado            |
| -------------------- | ------------------------------------------------ | ------------------------------------------------------------------------------------ | -------------------- |
| 2020                 | Murilo Nascimento Salviano Gomes e Mônica Reolom | "Medalhistas da Olimpíada de Matemática temem futuro dos estudos com corte da bolsa" | 2º Lugar             |